# Midway (Luisiana)
Midway es un lugar designado por el censo ubicado en la parroquia de La Salle en el estado estadounidense de Luisiana. En el Censo de 2010 tenía una población de 1291 habitantes y una densidad poblacional de 162,68 personas por km².

## Geografía
Midway se encuentra ubicado en las coordenadas 31°40′31″N 92°8′55″O / 31.67528, -92.14861. Según la Oficina del Censo de los Estados Unidos, Midway tiene una superficie total de 7.94 km², de la cual 7.85 km² corresponden a tierra firme y (1.04%) 0.08 km² es agua.

## Demografía
Según el censo de 2010, había 1291 personas residiendo en Midway. La densidad de población era de 162,68 hab./km². De los 1291 habitantes, Midway estaba compuesto por el 46.48% blancos, el 51.98% eran afroamericanos, el 0.7% eran amerindios, el 0.08% eran asiáticos, el 0% eran isleños del Pacífico, el 0.39% eran de otras razas y el 0.39% pertenecían a dos o más razas. Del total de la población el 0.7% eran hispanos o latinos de cualquier raza.
En el CDP, la población estaba repartida, con un 29,2% de menores de 18 años, un 7,8% de 18 a 24 años, un 24,1% de 25 a 44 años, un 22,1% de 45 a 64 años y un 16,8% de 65 años o más. La mediana de edad era de 36 años. Por cada 100 mujeres, había 79,8 hombres. Por cada 100 mujeres de 18 años o más, había 74,5 hombres.
La mediana de ingresos para un hogar en el CDP fue de $ 19.479, y la mediana de ingresos para una familia fue de $ 27.500. Los hombres tenían un ingreso medio de $ 27.100 frente a $ 15.000 para las mujeres. El ingreso per cápita para el CDP fue de $ 12.819. Alrededor del 28,4% de las familias y el 30,2% de la población se encontraban por debajo del umbral de pobreza, incluyendo el 36,9% de los menores de 18 años y el 12,8% de los mayores de 65 años.